# Варущенко, Раиса Михайловна
Раиса Михайловна Варущенко (13 марта 1931, Днепропетровск — 30 декабря 2012, Москва) — советский и российский химик, специалист в области термохимии и химической термодинамики. Известна своими работами по определению фундаментальных термодинамических характеристик многих органических веществ.

### Биография
Раиса Михайловна Варущенко родилась 13 марта 1931 года в городе Днепропетровске Украинской ССР в семье рабочих. Её отец до революции был шахтёром, позже стал машинистом, выучился на инженера и начал работать в Дальстрое, мать была крестьянкой, затем — санитаром в больнице и телефонисткой.
Из-за работы отца семья часто переезжала. Раиса поступила в первый класс в городе Кобулети, Грузия, и продолжила учиться во втором классе уже в Москве. С началом Великой Отечественной войны убыла с матерью в Новосибирск, где окончила третий и четвёртый классы. В 1943 году отца отправили в командировку в Магадан. Раиса окончила Магаданскую среднюю школу в 1949 году и поступила на химический факультет МГУ.
На 4 курсе начала вести научную работу в термической лаборатории им. проф. В. Ф. Лугинина, где выполнила дипломную работу на тему «Теплоты горения кетонов».
В 1954 году окончила Химфак МГУ и получила квалификацию «химик с правом преподавания химии в средней школе».
Была принята на работу в лабораторию термохимии в должности младшего научного сотрудника в 1955 году. В 1964 году защитила кандидатскую диссертацию на тему «Определение теплот сгорания некоторых бортриалкилов и эфиров алкилборных кислот».
В 1972 году была повышена до старшего научного сотрудника. Преподавала физическую химию, читала лекции по термометрии и в спецкурсе по термохимии. Защитила докторскую диссертацию «Термодинамика испарения органических соединений» в 1989 году. Через год стала ведущим научным сотрудником и возглавила научную группу.
Скончалась 30 декабря 2012 года.

### Научная деятельность
Сферой научных интересов Варущенко была термохимия и физическая термодинамика. Она занималась экспериментальными определениями температурной зависимости давления паров, плотностей и теплот испарения органических и элементоорганических веществ. За время своей работы на химическом факультете она провела огромную работу, определив термодинамические характеристики множества органических соединений.
Варущенко создала установки для прямого калориметрического определения энтальпий испарения с погрешностью менее 0,3 %. Ею также сконструированы уникальные прецезионные установки для определения температурной зависимости давления насыщенного пара эбуллиометрическим методом. Это позволило определять давление паров микроколичеств веществ. На основании полученных данных научная группа Верущенко рассчитала значения энтальпии испарения соединений, согласующиеся с данными, полученными калориметрическим методом в пределах 1 %.
С 1991 года профессор Варущенко начала определять низкотемпературные тёплоёмкости и изучать твердофазные переходы в молекулярных кристаллах.
Её последние исследования были посвящены термодинамическим свойствам алкил-трет-алкиловых эфиров.

### Публикации
Профессор Варущенко — автор более 160 научных публикаций. Почти все они посвящены определению термодинамических характеристик отдельных органических соединений. Также ею написано методическое пособие «Определение температурной зависимости давления насыщенного пара жидких веществ» (1989).
- Низкотемпературная тёплоёмкость и термодинамические функции пропил-трет-бутиловых эфиров[10]
- Энтальпии испарения некоторых моно- и полициклических углеводородов[11]

- Плотности и критические параметры 1,2-дибром-н-алканов[12]

- Давление паров и критические параметры дихлоралканов[13]

- Давление насыщенного пара и энтропия межмолекулярных взаимодействий некоторых 1,2-дихлор-н-алканов[14]
- Расчёт теплоты испарения по прецизионным данным по давлению насыщенного пара[15]

- Эбуллиометр для определения температуры кипения и давления паров малых количеств веществ[16]